# Coelogyne mayeriana
Coelogyne mayeriana é uma espécie de orquídea (Orchidaceae) do Sudeste Asiático.